# Квакиутл
Квакиутл (на языке квакиутл — kwakwaka'wakw) — индейский народ группы вакашей. Самоназвание — кваквакэвакв. 
Населяют север острова Ванкувер и противоположное побережье континента в Канаде, провинция Британская Колумбия. Численность — 3,5 тыс. человек.
Язык — квакиутл (кваквала) — относится к северной группе вакашских языков. В настоящее время сильно вытеснен английским.

## Хозяйство
По типу культуры относятся к индейцам северо-западного побережья Северной Америки (См. Индейцы).
Основное занятие — рыболовство (главные промысловые рыбы — лосось, рыба-свеча). Ремесла — резьба по дереву, изготовление масок. Поддерживали отношения с соседями, народами других языковых групп, тлинкитами, атапасками, хайда.

## Общественное устройство
В обществе существует деление на сословия. Существовало рабство. Существуют т. н. ранги, или церемониальные должности. Их обладатели составляют знать. Народность квакиутл состояла из 30 независимых групп (племён). Племя состояло из 7 родов (нэмайма), жило в одном общем зимнем селении. Во главе стоял вождь. Браки совершаются между родами (экзогамия), но знать допускает браки внутри рода (эндогамия).
В настоящее время насчитывается 15 племён, которые пользуются самоуправлением. С 1974 г. действует Совет района, общественно-политическая организация. Община Нимикиш на о. Ванкувер создала свой отдельный Совет. Многие общины владеют судами и предприятиями. Совершаются попытки возродить язык и культуру.

## Верования
Сохраняется шаманизм. Из традиций распространены зимние церемонии, инициации, потлач (обмен подарками). Существуют ритуальные общества. Основные мифические персонажи, объекты культа — Каннибал, живущий на Краю Мира, чудовище Дзоноква, двуглавый змей Сисиутл.